# مخضرم (فلم 2015)
مخضرم (بالكورية: 베테랑) هو فيلم أكشن كوميدي كوري جنوبي من إخراج ريو سيونغ-وان وبطولة هوانغ جونغ مين ويو آه إن.تم عرض الفيلم في 5 أغسطس 2015.

## روابط خارجية
مقالات تستعمل روابط فنية بلا صلة مع ويكي بيانات